# 巫州
巫州（ふしゅう）は、中国にかつて存在した州。現在の湖南省懐化市一帯に設置された。

## 概要
634年（貞観8年）、唐により辰州から竜標県を分離して巫州が置かれた。この年、夜郎・朗渓・思徴の3県が置かれた。635年（貞観9年）、思徴県が廃止された。691年（天授2年）、武周により巫州は沅州と改称された。夜郎県を分割して渭渓県が置かれた。703年（長安3年）、沅州から夜郎県と渭渓県を分離して、舞州（後の奨州）が置かれた。713年（先天2年）、唐により潭陽県が置かれた。725年（開元13年）、沅州は巫州と改称された。742年（天宝元年）、巫州は潭陽郡と改称された。758年（乾元元年）、潭陽郡は巫州と改称された。巫州は江南西道に属し、竜標・朗渓・潭陽の3県を管轄した。770年（大暦5年）、巫州は叙州と改称された。1074年（熙寧7年）、北宋により叙州は沅州と改称された。